# Хёллер, Карстен
Карстен Хёллер (Carsten Höller; род. 6 декабря 1961, Брюссель, живёт и работает в Стокгольме) — немецко-бельгийский современный художник, известный своими интерактивными инсталляциями.

## Творчество
Карстен Хёллер имеет докторскую степень по биологии и использует свои познания в своем творчестве, фокусируясь на природе человеческих отношений. Участие зрителя — ключевое для большинства скульптур и инсталляций Хёллера.
Его работы демонстрировались в разных странах на протяжении последних двадцати лет, включая персональную выставку в Fondazione Prada, Милан, (2000); Институт современного искусства в Бостоне (2003); Музей современного искусства в Марселе (2004); MASS MoCA (2006); Kunsthaus Bregenz, Австрия (2008).
В 2006 он создал «Test Site» для Турбинного зала Тейт Модерн, Лондон, и представлял Швецию (с Miriam Bäckström) на 51-й Венецианской биеннале.
Его работа «Upside Down Mushroom Room» (2000) была показана в Музее современного искусства в Лос-Анджелесе. Недавно он открыл би-культурный ресторан / ночной клуб «The Double Club» в Лондоне в сотрудничестве с Fondazione Prada на период шесть месяцев. Хеллер живёт и работает в Стокгольме, Швеция.
Хеллер реализовал ряд проектов, которые подразумевают участие зрителей, такие как «Flying Machine» (1996), «Upside-Down Goggles» (1994/2001), «Frisbee House» (2000), «Test Site» (2006—2007).